# Llacuna de Gallocanta

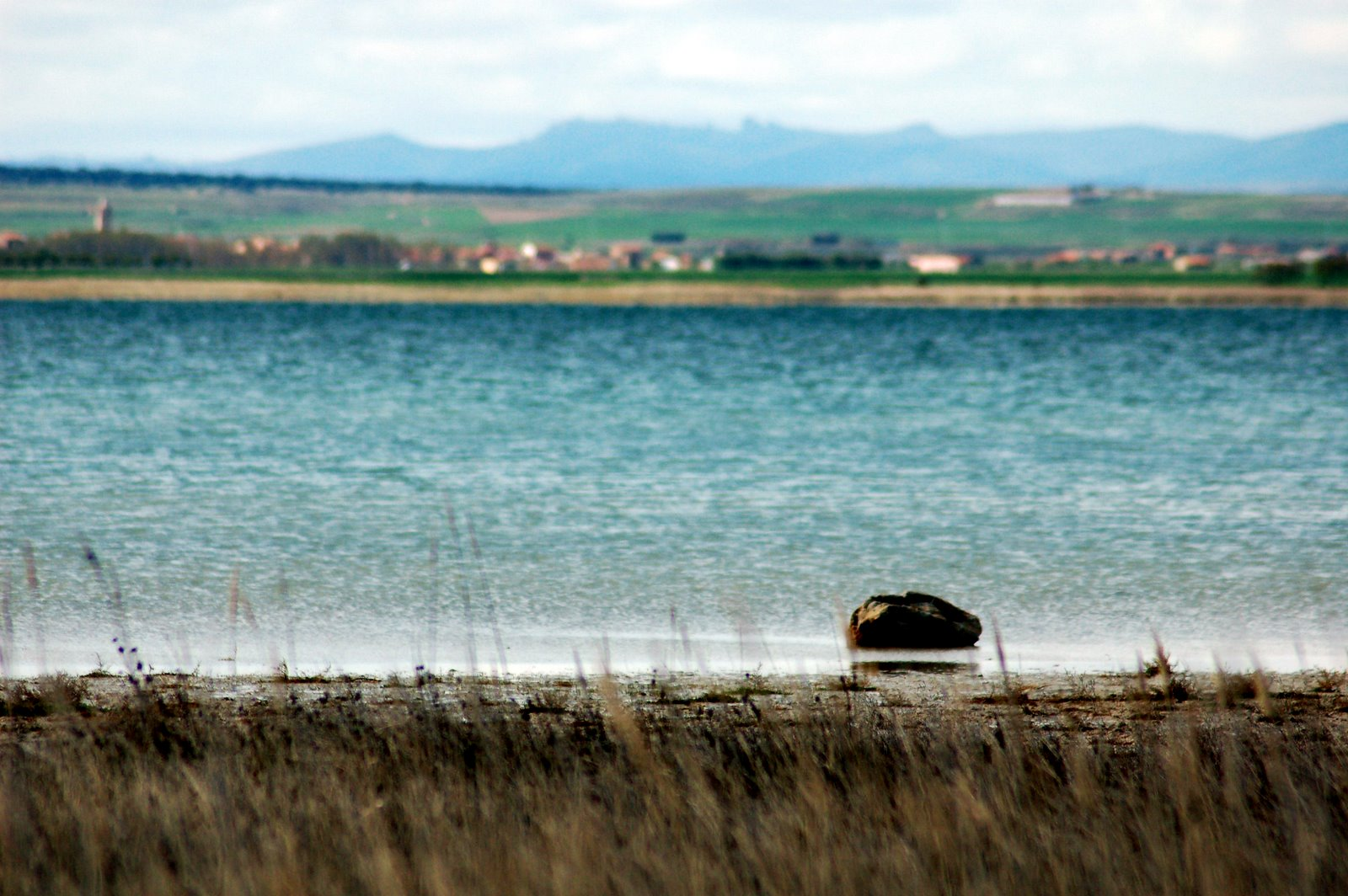
Llacuna de Gallocanta

La Llacuna de Gallocanta és una llacuna d'aigua salada de caràcter endorreic situada al centre del Sistema Ibèric, entre la província de Terol i la província de Saragossa. Amb les seves 6.720 hectàrees de superfície, és la llacuna estepària més gran de la península Ibèrica.
La cubeta o conca endorreica està tancada entre les serres de Santa Cruz i de Pardos al nord, la Serra Menera al sud i la Serra del Caldereros a l'est. Es troba a uns 1.000 metres d'altitud, fa 7,7 km de longitud i 2,8 km d'amplada; amb una fondària màxima d'1,5 m, encara que no sempre està del tot plena i pot arribar a assecar-se completament. Com es troba en una zona de clima mediterrani hi ha períodes de pluja i de secada, la zona té una precipitació mitjana d'uns 500 litres.
A la zona s'hi troben llacunes més menudes com les del Guialguerrero, La Zaida, la Lagunica (el Navajo del Prat de la Torre) i altres. El conjunt forma una etapa important per al pas de les aus migratòries. La llacuna està declarada com Refugi de Fauna Silvestre, Zona d'Especial Protecció per a les Aus i apareix al Conveni de Ramsar.
Les localitats que envolten la llacuna són: Gallocanta, Berrueco, Tornos, Bello i Cuerlas.
- Fauna:

No hi ha peixos dins la llacuna però sí en els rierols que hi desemboquen. Al segle xvii consta que es pescaven grans quantitats de peixos cosa que fa suposar que la llacuna era molt menys salina que en l'actualitat. Per ser una llacuna salina, té moltes aus, rèptils i amfibis en rierols i basses. També hi ha mamífers en les serralades.

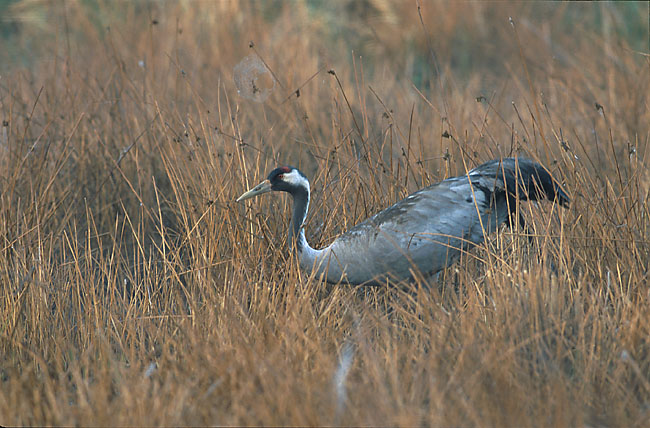
Grus grus

 Compta amb unes 220 espècies d'aus, entre elles voltors i àguiles
- Flora:

La llacuna es troba en un ambient d'estepa mediterrània i amb plantes halòfites amb endemismes i espècies sota protecció com la gramínia Puccinellia pungens, el rar Lythrum flexuosum, i orquidiàcies com Orchis palustris.